# Navia (genre)
Pour l’article homonyme, voir Navia.
Genre
Classification phylogénétique
Navia est un genre de plantes de la famille des Bromeliaceae. Plus des trois-quarts des espèces du genre sont endémiques du Venezuela.

## Espèces
- Navia abysmophila L.B.Sm.
- Navia acaulis Martius ex Schultes f.
- Navia affinis L.B.Sm.
- Navia albiflora L.B.Sm., Steyerm. & H.Rob.
- Navia aliciae L.B.Sm., Steyerm. & H.Rob.
- Navia aloifolia L.B.Sm.
- Navia angustifolia (Baker) Mez
- Navia arida L.B.Sm. & Steyerm.
- Navia aurea L.B.Sm.
- Navia axillaris Betancur
- Navia barbellata L.B.Sm.
- Navia berryana L.B.Sm., Steyerm. & H.Rob.
- Navia bicolor L.B.Sm.
- Navia brachyphylla L.B.Sm.
- Navia breweri L.B.Sm. & Steyerm.
- Navia cardonae L.B.Sm.
- Navia caricifolia L.B.Sm.
- Navia carnevalii L.B.Sm. & Steyerm.
- Navia caulescens Martius ex Schultes f.
  - var. minor Schultes f.
- Navia caurensis L.B.Sm.
- Navia colorata L.B.Sm.
- Navia connata L.B.Sm. & Steyerm.
- Navia crassicaulis L.B.Sm., Steyerm. & H.Rob.
- Navia cretacea L.B.Sm.
- Navia crispa L.B.Sm.
- Navia cucullata L.B.Sm.
- Navia culcitaria L.B.Sm., Steyerm. & H.Rob.
- Navia diffusa L.B.Sm.
- Navia duidae L.B.Sm.
  - var. glabrior L.B.Sm.
- Navia ebracteata Betancur & Arbeláez
- Navia emergens L.B.Sm., Steyerm. & H.Rob.
- Navia filifera L.B.Sm., Steyerm. & H.Rob.
- Navia fontoides L.B.Sm.
- Navia garcia-barrigae L.B.Sm.
- Navia geaster L.B.Sm., Steyerm. & H.Rob.
- Navia glandulifera B. Holst
- Navia glauca L.B.Sm.
- Navia gleasonii L.B.Sm.
- Navia graminifolia L.B.Sm.
- Navia heliophila L.B.Sm.
- Navia huberiana L.B.Sm., Steyerm. & H.Rob.
- Navia immersa L.B.Sm.
- Navia incrassata L.B.Sm. & Steyerm.
- Navia intermedia L.B.Sm. & Steyerm.
- Navia involucrata L.B.Sm.
- Navia jauana L.B.Sm., Steyerm. & H.Rob.
- Navia lactea L.B.Sm., Steyerm. & H.Rob.
- Navia lanigera L.B.Sm.
- Navia lasiantha L.B.Sm. & Steyerm.
- Navia latifolia L.B.Sm.
- Navia lepidota L.B.Sm.
- Navia liesneri L.B.Sm., Steyerm. & H.Rob.
- Navia lindmanioides L.B.Sm.
- Navia linearis L.B.Sm., Steyerm. & H.Rob.
- Navia luzuloides L.B.Sm., Steyerm. & H.Rob.
- Navia maguirei L.B.Sm.
  - var. minor L.B.Sm.
- Navia mima L.B.Sm.
- Navia mosaica L.B.Sm.
- Navia myriantha L.B.Sm.
- Navia navicularis L.B.Sm. & Steyerm.
- Navia nubicola L.B.Sm.
- Navia ocellata L.B.Sm.
- Navia octopoides L.B.Sm.
- Navia ovoidea L.B.Sm., Steyerm. & H.Rob.
- Navia paruana L.B.Sm.
- Navia parvula L.B.Sm.
  - var. expansa L.B.Sm.
- Navia patria L.B.Sm. & Steyerm.
- Navia pauciflora L.B.Sm.
- Navia phelpsiae L.B.Sm.
- Navia pilarica Betancur
- Navia piresii L.B.Sm., Steyerm. & H.Rob.
- Navia polyglomerata L.B.Sm., Steyerm. & H.Rob.
- Navia pulvinata L.B.Sm.
- Navia pungens L.B.Sm.
- Navia ramosa L.B.Sm.
- Navia robinsonii L.B.Sm.
- Navia sandwithii L.B.Sm.
- Navia saxicola L.B.Sm.
- Navia schultesiana L.B.Sm.
- Navia scirpiflora L.B.Sm., Steyerm. & H.Rob.
- Navia scopulorum L.B.Sm.
- Navia semiserrata L.B.Sm.
- Navia serrulata L.B.Sm.
- Navia splendens L.B.Sm.
- Navia stenodonta L.B.Sm.
- Navia steyermarkii L.B.Sm.
- Navia subpetiolata L.B.Sm.
- Navia tentaculata L.B.Sm.
- Navia terramarae L.B.Sm. & Steyerm.
- Navia thomasii L.B.Sm., Steyerm. & H.Rob.
- Navia trichodonta L.B.Sm.
- Navia umbratilis L.B.Sm.
- Navia viridis L.B.Sm.
- Navia wurdackii L.B.Sm.
- Navia xyridiflora L.B.Sm.